# Llaguno
Llaguno es una localidad española del municipio de Guriezo, perteneciente a la comunidad autónoma de Cantabria.

## Geografía
La localidad se encuentra a 259 m s. n. m. y a 9 kilómetros de la capital municipal, El Puente.
A esta población se accede desde la intersección de la carretera CA-151 situada en el núcleo de Agüera, a través de la carretera local CA-513 y carece de líneas de transporte público regular, siendo la parada más cercana la situada en Basinagre, barrio de Trucios (Vizcaya).

## Historia
Hacia mediados del siglo XIX, el lugar era referido como una aldea por entonces perteneciente al municipio de Junta de Sámano. Aparece descrito en el décimo volumen del Diccionario geográfico-estadístico-histórico de España y sus posesiones de Ultramar de Pascual Madoz con las siguientes palabras:

LLAGUNO: ald. en la prov. y dióc. de Santander, part. jud. de Castro-Urdiales: pertenece al l. de Aguera, ayunt. de la junta de Samano, donde se verán sus prod. y demas.
(Madoz, 1847, p. 477)

En 2023, la entidad singular de población de Llaguno, ahora perteneciente al municipio de Guriezo, tenía empadronados 8 habitantes, todos ellos en el núcleo de población de ese nombre.